# Dřemlík
Dřemlík je český název některých sokolovitých dravců z rodu Falco (podrod Aesalon). V češtině jsou známy dva druhy s rodovým názvem dřemlík, které si však nejsou nijak zvlášť podobné a v cizích jazycích obvykle nemívají stejné rodové jméno (kromě vědeckého). Ve vědeckém názvosloví se dřemlíci jako samostatný rod nevydělují a patří spolu se sokoly, rarohy, ostříži a poštolkami do rodu Falco. Dřemlík patří mezi dravce malých rozměrů a specializuje se na lov malých ptáků.

## Etymologie
Do češtiny bylo jméno převzato asi z polského drzemlik, které je odvozené nejspíš od přídavného jména drzemliwy, což znamená „dřímavý, ospalý“. Dřemlík totiž dovede nehybně sedět na stromě, i když je blízko nebezpečí. V 16. století byl nazýván „drmlíček“ a Jan Svatopluk Presl jej v 19. století obměnil novou příponou -ík.

## Druhy
- dřemlík rudohlavý (Falco chicquera)
- dřemlík tundrový (Falco columbarius)